# Henri Duquesne
Henri Duquesne  (auch du Quesne) (* 1652; † 11. November 1722 in Genf) war ein französischer Adliger und Marineoffizier.

## Leben
Henri Duquesne wurde 1652 als eines der Kindes des französischen Admirals Abraham Duquesne und dessen Frau Gabrielle de Bernières geboren. Er trat 1666 in die französische Marine ein und stieg bis 1675 zum Capitaine de vaisseau auf.
Nach Aufhebung des Toleranzedikts von Nantes im Oktober 1685, durch den französischen König Ludwig XIV., flüchtete der calvinistische Protestant (siehe Hugenotten) in das Schweizer Waadtland. Hier kaufte er dem Baron Jean-Baptiste Tavernier die Herrschaft Aubonne VD ab. Im Schloss Aubonne ließ er den Innenhof bauen und erstellte die Pläne des zwischen 1691 und 1696 erbauten Hafens von Morges und Schiffe für die Berner Flotte. Sein Projekt von 1689, die Gründung einer protestantischen Kolonie auf der Ile Bourbon im Indischen Ozean wurde durch Frankreich verhindert. Aufgrund häufiger Rechtsstreite mit der Gemeinde Aubonne verkaufte er 1701 die Herrschaft Aubonne an Bern. Er zog dann nach Genf zu seinen dort studierenden Söhnen.
Während der Vorbereitungen zu einer Neuübersetzung des Neuen Testaments starb er an einer Brustfellentzündung.

## Ehe und Nachkommen
Henri Duquesne heiratete am 1. April 1683 Françoise Bosc de la Calmette in Beaucaire. Aus dieser Verbindung gingen die Kinder Gabriel, Marc-Antoine-Jakob und Louise-Antoinette hervor.

## Werke
- L’Ile d'Eden, 1689, Amsterdam (ocean-editions.fr)